# Gobaix
Gobaix est l'un des douze arrondissements de la commune de Djidja Dans le département du Zou au centre du Bénin.

## Géographie

### Localisation
Gobaix est situé au Sud-Est de la commune de Djidja.
| Djidja | Setto   | Setto  |
| Djidja | Gobaix  | Djidja |
| Zoukon | Agondji | Dan    |

### Administration
Sur les 95 villages et quartiers de ville que compte la commune de Djidja, l'arrondissement de Gobaix en groupe 06 villages.

## Histoire
L'arrondissement de Gobaix est une subdivision administrative béninoise. Dans le cadre de la décentralisation au Bénin, Il devient officiellement un arrondissement de la commune de Djidja, le 27 mai 2013, après la délibération et adoption par l'Assemblée nationale du Bénin en sa séance du 15 février 2013 de la loi N° 2013-O5 du 15/02/2013 portant création, organisation, attributions et fonctionnement des unités administratives locales en République du Bénin.

## Démographie
Selon le recensement de la population de 2013 conduit par l'Institut national de la statistique et de l'analyse économique (INSAE), Gobaix compte 980 ménages avec 5 406 habitants,.
| Indicateur           | 2013 |
| -------------------- | ---- |
| Nombre de ménages    | 980  |
| Population masculine | 2588 |
| Population féminine  | 2818 |
| Population totale    | 5406 |